# Google
Google LLC [ˈguːgɛl] är ett amerikanskt multinationellt internetföretag inriktat på Internetrelaterade produkter och tjänster som omfattar annonsering på nätet, en sökmotor, molntjänster, mjukvaru- och hårdvaruprodukter. 
Google grundades 4 september 1998 av Larry Page och Sergey Brin när de båda var doktorander på Stanford University i Kalifornien. Googles söktjänst är världens mest använda. Företaget tillhandahåller även andra tjänster, till exempel Bard, Google Bilder, Google Nyheter, Gmail, Google Docs, Google Maps, Google Översätt, Google Adwords, Google Slides, Google Earth, Google Analytics och Google Assistant
Google inledde sin verksamhet i slutet av 1990-talet. Sedan dess har antalet användare av söktjänsten ökat i förhållande till konkurrenterna.) exempelvis Yahoo och Bing. I oktober 2006 förvärvade Google webbplatsen Youtube för cirka 12 miljarder svenska kronor, 1,3 miljarder euro. Den 15 augusti 2011 lade Google ett bud på Motorola Mobility (mobiltelefoner och digital-TV-mottagare) värt cirka 12,5 miljarder dollar (cirka 134 miljarder svenska kronor).
Den 4 september 2023 firade Google sin 25-årsdag.

## Historik

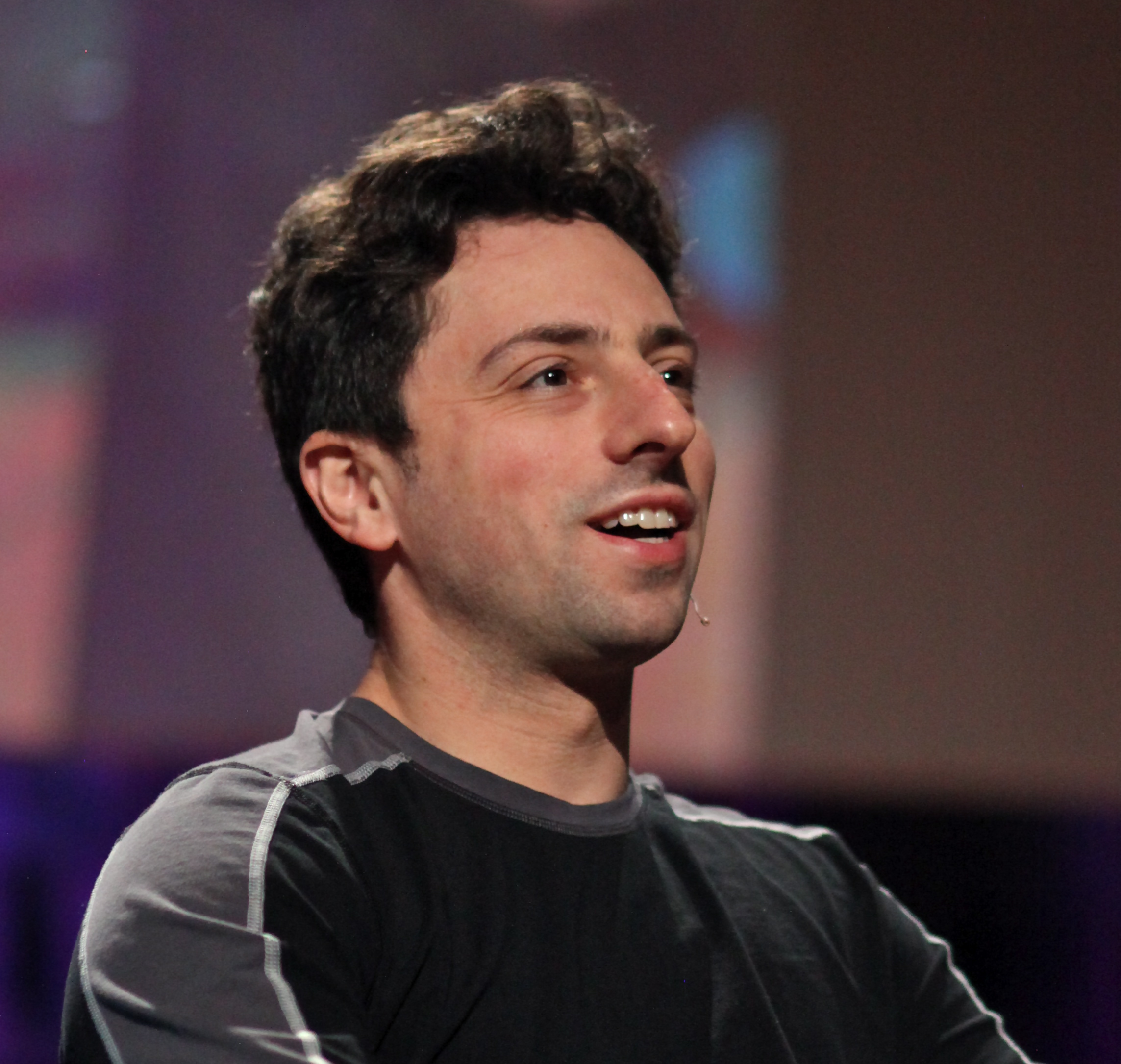
Sergey Brin, 2010.

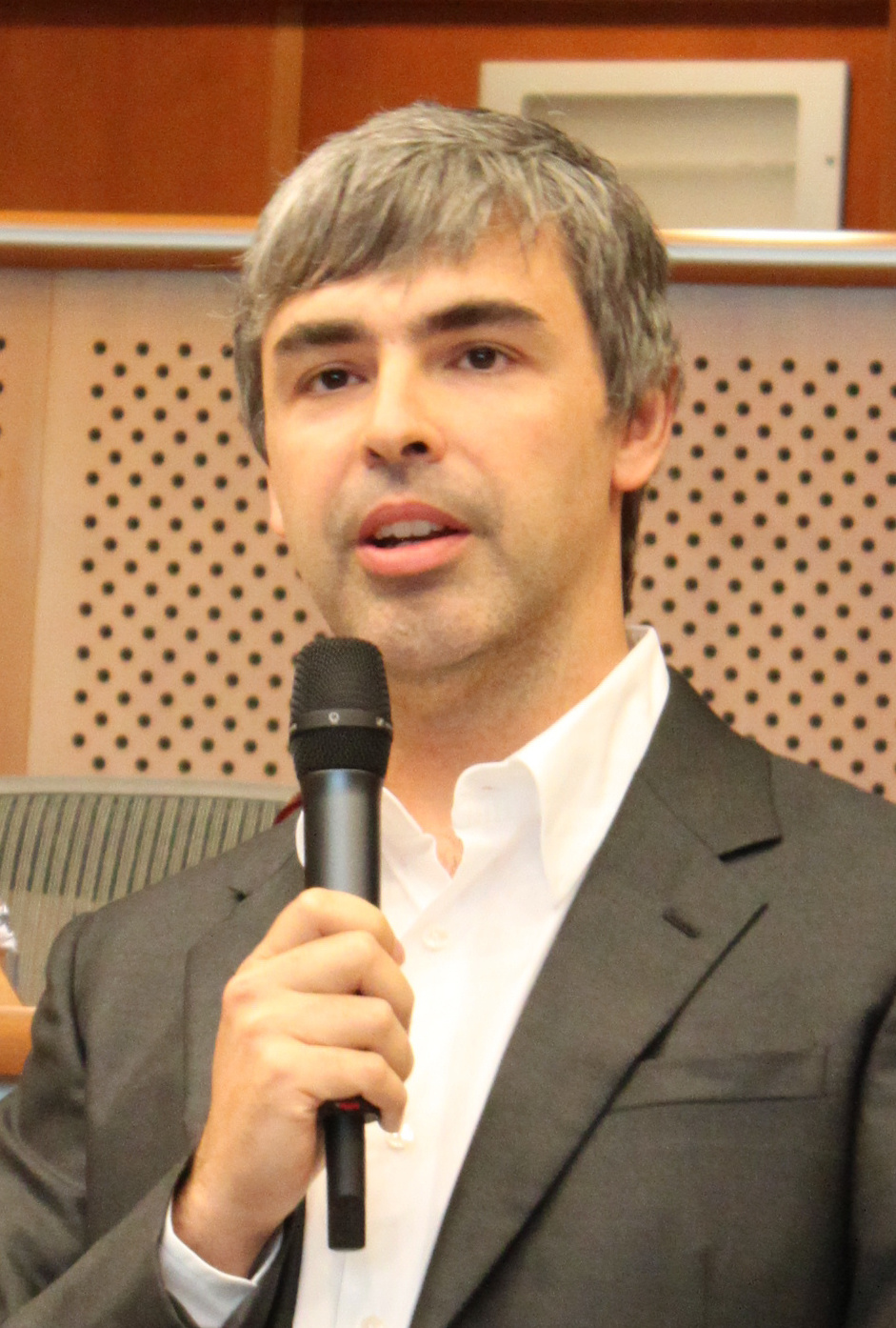
Larry Page, 2009.

Google var inledningsvis uteslutande en söktjänst för Internet. Den startades 1998 av Larry Page och Sergey Brin. Namnet Google kommer av den matematiska termen ”googol” som betecknar talet 10100. Söktjänsten, vilken utvecklades vid Stanford, kallades i en tidig fas Backrub.
I Sverige har söktjänsten Google en stark ställning. Över 90 procent av internetsökningarna sker via Google. Motsvarande andel låg i USA (2000) på mellan 65 och 70 procent. År 2003 upptog svenska Språkrådet verbet googla i sin nyordslista och år 2013 ordet ogooglebar. Att googla innebär enligt Språkrådet att söka på Internet specifikt med hjälp av söktjänsten Google, men det förekommer att begreppet avser informationssökning på internet i allmänhet.
Söktjänstens namn skrevs ett tag med ett avslutande utropstecken: Google!. Detta ändrades därefter till Google, utan utropstecken.
När ord indexeras, använder sig Google av algoritmen Pagerank, vilken uppkallats efter Larry Page, en av företagets grundare. Systemet analyserar hur sidor på internet är sammanlänkade och skapar utifrån det en hierarki. Vid en sökning genomsöks nära nog Googles hela index.
Före Googles genombrott, dominerade andra söktjänster, till exempel Webcrawler och Altavista, vars visning av webbsidor tog lång tid att ladda. Till stor del bestod det presenterade innehållet av reklam. Även Google visar betalda textannonser. Dessa är dock avskilda från sökresultaten. Annonserna utformas utifrån regler om korrekt språk och vedertagen användning av skiljetecken. 
Några av Googles funktioner var unika, exempelvis förmåga till rättstavning och möjligheten att söka i Usenetarkivet. Sedan dess erbjuder flera söktjänster stavningskorrigering. Kvaliteten varierar beroende på söktjänst. Däremot finns det ingen annan sökmotor idag som klarar av att söka i Usenetarkivet. Härvidlag är alltså Google unikt. Indexeringen av Usenetarkivet påbörjades redan 1998, då Google ännu inte var marknadsledande.
Google är känt för att specialanpassa sin logotyp i samband med olika evenemang och bemärkelsedagar till så kallade Google Doodle.

### Affärskultur
Don't be evil lyder Googles informella slogan som handlar om förhållningssättet till söktjänstens användare. Man vill ge dem opartisk tillgång till information och behandla dem med respekt, agera ärligt och hederligt. Googles företrädare, har uttryckt att företaget på längre sikt tjänar på att göra goda saker för världen, trots att det på kort sikt kostar pengar. I oktober 2015, efter att företaget gått upp i moderbolaget Alphabet, ersattes det mottot med "Do the right thing" ("Gör det som är rätt") i Alphabets uppförandekod, medan det fortfarande fanns med i Googles. Runt maj 2018 togs även sloganen bort från Googles uppförandekod, med undantag för ett omnämnande i det sista stycket.
Googles huvudkontor, Googleplex, har utsmyckats med bland annat piano och lavalampor.
Google har som tradition att sprida aprilskämt såsom Google Mentalplex och Google Lunar. I samband med att Gmail introducerades offentligt 1 april 2004, utlovades två gigabyte utrymme för e-brev. Detta uppfattades felaktigt som ett aprilskämt. Erbjudandet stod vid lag.
Google ligger i framkant när det gäller att arbeta med artificiell intelligens (AI). År 2018 spenderade de mer än dubbelt så mycket pengar som den amerikanska regeringen på forskning och utveckling inom matematik och datavetenskap. Hälften av de hundra skickligaste AI-forskararna och ingenjörererna i världen arbetade 2018 för företaget.

## Statistik
En svensk undersökning från 2018 genomförd av Internetstiftelsen visade att 98–99 procent av de svenska internetanvändarna i åldern 16–65 år använde sig av Google. Störst var användningen i åldersgruppen 16–25 år där 74 procent använde Google dagligen.

## Kritik mot Google
Det här avsnittet är helt eller delvis baserat på material från  engelskspråkiga Wikipedia, Criticism of Google, tidigare version.

### Google och censur
Vid Googles etablering i Kina accepterade företaget en viss grad av censur. Spärrar och filter byggdes in för att hindra information som inte godkänts av den kommunistiska regimen från att nå allmänheten i Kina. En sökning på ordet tiananmen, Himmelska fridens torg, platsen för 1989 års massaker, gav olika resultat i den kinesiska versionen av Google jämfört med exempelvis den svenska. Google.cn var censurerad samtidigt som Googletjänster i andra länder inte var tillgängliga från Kina. Den 22 mars 2010 valde Google att avveckla sin verksamhet i Kina, efter tidigare påstådda attacker och intrång mot bland annat e-postkonton tillhörande kinesiska oppositionella. Samtidigt omdirigerades Google.cn till den icke-censurerande versionen Google.hk i Hongkong.

### Spridande av antisemitism
Eftersom det i Tyskland är olagligt att förneka Förintelsen tar tyska Google bort vissa sökträffar på sådana sidor. Google upplyser dock om att de tagits bort. 
I mars 2018 skrev tidningen Expressen att en blogg som med bilder och namn listade ett tjugotal judar, många kända i svensk offentlighet och särskilt inom mediebranschen, fanns bland de översta sökträffarna. Efter påtryckningar mot svenska Google och chefen Anna Wikland togs sökträffarna bort.

### "Ogooglebar"
I syfte att skydda sitt varumärke påverkade Google under 2013 framgångsrikt svenska språkrådet att ta bort ordet "ogooglebar" (motsatsen till "googlebar" och därmed definierat som något "som inte går att hitta på webben med Googles sökmotor") ur rådets nyordslista. Google menade att Språkrådet skulle förtydliga att det handlade om just deras sökmotor och inte någon annan.  Ordet fick åtminstone tillfälligt stor uppmärksamhet efter censureringsförsöket.

### Support och kontaktmöjligheter
Googles support rankas mycket lågt och det verkar vara omöjligt till och med för företags webbansvariga att komma i kontakt med dem.

### Manipulation av Pagerank
Daniel Brandt skapade webbsidan Google Watch och har kritiserat Googles Pagerank-algoritmer. Brandt hävdade att Google diskriminerade nya webbsidor samtidigt som det gynnade väletablerade webbsidor. Chris Beasley, som skapade webbsidan Google Watch Watch, förnekar detta. Beasley menar att Brandt överskattar graden av diskriminering samt att nya webbsidor kommer att rankas lägre när PageRank baseras på en webbsidas "rykte", något som Google definierar utifrån hur många och vilka andra sidor som länkar till webbsidan. I sammanhanget väger länkar till webbsidan från sidor med bättre "rykte" tyngre. Nya webbsidor har ofta färre tillänkningar jämfört med etablerade webbsidor, eftersom de är mindre kända, inte har mycket till rykte och därför uppnår en lägre PageRank.

### Integritetsskydd
Google tilldelades 2011 Finlands Big Brother Award i businesskategorin.
En undersökning visade 2021 att 85 procent av alla svenska internetanvändare känner oro inför hur storföretag som Google och Facebook samlar in och använder personlig data om användarna och deras internetanvändning. Av dessa kände 16 procent mycket stor oro.

## Tjänster och produkter
Googles målsättning är att "ordna världens samlade information och göra den tillgänglig [och användbar] för alla"  och har tagit sig an uppgiften med en hel familj söktjänster.

### Sökmotorer
- Google
- Google Bilder
- Google Maps
- Google Nyheter
- Google Grupper
- Google Bloggsök
- Google Böcker
- Google Patents
- Google Scholar
- Google Videos
- Google Shopping
- Google Earth

### Andra produkter och tjänster
Google tillhandahåller flera andra tjänster och produkter utöver söktjänsterna. Ett exempel är Google Talk som konkurrerar med ICQ. Ett annat exempel är Google Desktop som konkurrerar med Windows inbyggda sökfunktion och gör det möjligt att söka både i datorns filer och på internet från samma sökruta.

#### Paketlösningar
- G Suite Entreprise – Affärslösning för företag
- G Suite for Education Enterprise – Företagsutgåvan för skolor
- G Suite for Education – Kostnadsfritt för skolor
- G Suite for Nonprofits – Ideella organisationer

#### Webbläsarbaserade tjänster
| - AdSense - Blogger - Feedburner - Gmail - Google Analytics - Google Checkout - Google Dokument - Google Finance - Google Kalender - Google Labs | - Google Sites - Google Special - Google Translate - Google Website Optimizer - Youtube |

#### Mjukvara
- Google Chrome
- Google Earth
- Google Talk
- Google Toolbar
- Sketchup
- Picasa

### Operativsystem

#### Android
Android är ett operativsystem och mjukvaruplattform för mobiltelefoner som till en början utvecklades av Android inc., som senare blev uppköpt av Google.

#### Google Chrome OS
Google Chrome OS är ett operativsystem utvecklat av Google, som används på chromebooks (bärbara datorer). Chromebooks byggs av flera företag t.ex. Samsung, Acer, HP.

### Google Cloud Platform
Google Cloud Platform är en omfattande molntjänst som tillhandahåller en mängd olika tjänster inom områden som beräkning, lagring, databashantering, dataanalys och maskininlärning. Den erbjuder virtuella maskiner genom Compute Engine och containerhantering med Google Kubernetes Engine. För lagring finns Google Cloud Storage, som stöder både strukturerad och ostrukturerad data. Databashanteringen innefattar tjänster som Cloud SQL och Bigtable. För dataanalys finns BigQuery, en kraftfull datawarehouse-lösning, och för maskininlärning erbjuder GCP AI Platform och TensorFlow. GCP skiljer sig från andra molntjänster genom sin djupa integration med Googles breda ekosystem av verktyg och tjänster, samt dess fokus på skalbarhet och säkerhet. Plattformen används av både små och stora företag för att driva sina applikationer och hantera stora datamängder.

### Nedlagda tjänster
- Google Answers (december 2006)
- Google Page Creator (2009, ersattes av Google Sites)
- Google Desktop (september 2011)
- Google Videos (29 april 2011, ersattes av Youtube)
- Google Wave (4 augusti 2010)
- Google X (16 mars 2005)
- iGoogle (1 november 2013)
- Youtube videoredigerare (20 september 2017)
- Google+ (2 april 2019)

## Öppen källkod
Google har släppt vissa program helt eller delvis som öppen källkod. Chromium är ett exempel. Operativsystemet Android bygger på Linux, som är under en copyleft-licens, och en stor del av Googles tillägg är också fria. Enskilda anställda har publicerat programvara med öppna licenser som en del av sitt dagliga arbete. Google sponsrar även öppen källkod genom Google Summer of Code.
Internt används mycket programvara baserad på öppen källkod, så som GNU/Linux och webbservern Apache. Goobuntu är ett operativsystem som används internt av anställda på Google. Det är en specialversion av Linuxdistributionen Ubuntu som anpassats för att integrera med Googles interna nätverk.
Google förespråkar även öppna standarder, så som de från W3C och protokollet Jabber som används i Google Talk.